# Pelagia noctiluca
El acalefo luminiscente, medusa luminescente o clavel de mar (Pelagia noctiluca), es una especie de medusa de la clase de los escifozoos, de distribución atlántica y mediterránea, que ocupa preferentemente hábitats pelágicos pero puede formar enjambres que llegan a la línea de costa, impidiendo el baño dada la naturaleza extremadamente urticante de sus cnidocitos.
Su implicación en la aparición de plagas de medusas tiene varias posibles causas, cuya ponderación en relevancia varía según el autor:
- El incremento en nutrientes en mares y océanos, por vertidos de fertilizantes y de aguas negras de los núcleos urbanos, lo que acentúa la disponibilidad de nitrógeno y fósforo en los mares.
- Una menor depredación por la disminución en el número de predadores naturales, como la tortuga boba o el atún rojo.
- El incremento de la temperatura de los mares, que acelera su ciclo vital

## Descripción
Su coloración es violeta rosácea brillante, y presenta la umbrela abultada, con 16 lóbulos periféricos, 8 órganos sensoriales carentes de ojos, 8 tentáculos y un espacio gástrico con 16 canales radiales. Se ubica en el mar Mediterráneo cerca de las costas. Su picadura puede durar desde un par de días hasta dejar permanentemente el área afectada visiblemente más grande que el resto del cuerpo, y puede dejar una cicatriz permanente en el área afectada si la herida es expuesta al sol.
En sus tentáculos tiene más de 100.000 células urticantes llamadas cnidocitos que al entrar en contacto con la piel humana libera su veneno que puede causar una reacción alérgica severa y/o problemas respiratorios.

## Tratamiento
Si eres alcanzado por sus tentáculos, la mejor forma de acabar con el dolor es bañando la zona en agua salada, no en agua dulce ya que reactiva las toxinas. Tampoco hay que orinar en la herida ni echar amoniaco o vinagre, activan las toxinas al igual que el agua dulce. Otra opción es sumergir la herida en agua caliente, caliente pero soportable durante 15-20 minutos pero usar agua salada es mejor. Al ser una medusa peligrosa se recomienda actuar deprisa.

## Reproducción
La reproducción de estas medusas es sexual, la hembra libera los huevos y el macho el esperma. Una hembra de tamaño medio      (6 cm) puede producir 760 huevos al día y liberar 19.500 en una sola puesta.

## Prevención
Para evitar ser picado por este fascinante animal siga las siguientes pautas:
-Evitar las zonas donde rompen las olas ya que la marea tiende a juntar allí a un gran número de medusas.
-No moverse bruscamente en el agua ya que podrías chocar con una accidentalmente.
-Vestir con neopreno ya que sus tentáculos no podrán penetrar el firme traje.
-Llevar abundante crema solar.
-No acercarse a las medusas ya que una corriente repentina podría arrastrar una medusa o varias hacia tu dirección y picarte.
-Hacer caso a las banderas de la torre del socorrista.

## Depredadores y presas
Sus principales depredadores son: La tortuga marina, el atún, el bonito, el pez espada y los peces migratorios.
Y su principal fuente de alimentación es el plancton.